# Jules Gressier
Jules Gressier, né le 24 juin 1897 à Roubaix (Nord-Pas-de-Calais) et mort le 27 juin 1960 à Aix-les-Bains (Rhône-Alpes) est un chef d'orchestre français.
Il a été le chef principal de l’Orchestre lyrique de la Radiodiffusion nationale (RN) (devenue Radiodiffusion française (RDF) puis Radiodiffusion-télévision française (RTF) de 1941 à 1951. Il est nommé le 27 novembre 1943 chef des émissions lyriques à la direction de la production musicale de la Radio. En 1944, Willy Clement intègre la troupe du service lyrique de la radio dirigée par Jules Gressier.

## Direction d'orchestre
Liste d'enregistrements dirigés par Jules Gressier:
- Cendrillon (Jules Massenet) 1943
- Thaïs (Jules Massenet) 1944
- Les Contes d'Hoffmann (Jacques Offenbach) 1946
- Faust (Charles Gounod) 1947
- Don Quichotte (Jules Massenet) 1947
- Mignon (Ambroise Thomas) 1947
- Mireille (Charles Gounod) 1948
- Werther (Jules Massenet) 1948
- La Belle Hélène (Jacques Offenbach) 1948
- Aida (Giuseppe Verdi) 1948
- Otello (Giuseppe Verdi) 1948
- La traviata (Giuseppe Verdi) 1948
- Le Domino noir (Daniel François Esprit Auber) 1950
- La Vie parisienne (Jacques Offenbach) 1950 ?
- Roméo et Juliette (Charles Gounod) 1951
- La Fille de Madame Angot (Charles Lecocq) 1951 ?
- Monsieur Beaucaire (André Messager) 1951 ?
- La Belle Hélène (Jacques Offenbach) 1951 ?
- Les Cloches de Corneville (Robert Planquette) 1951 ?
- Le Postillon de Lonjumeau (Adolphe Adam) 1952
- Véronique (André Messager) 1952
- Le Petit duc (Charles Lecocq) 1953
- La Mascotte (Edmond Audran) 1953
- Les Saltimbanques (Louis Ganne) 1953
- La Veuve Joyeuse (Franz Lehár) 1953
- Orphée aux Enfers (Jacques Offenbach) 1953
- Roméo et Juliette (Charles Gounod) 1954
- Les P'tites Michu (André Messager) 1954
- Le barbier de Séville (Gioacchino Rossini) 1954-55
- Le Chalet (Adolphe Adam) 1954 ?
- Lakmé (Léo Delibes) 1955
- Madame Chrysanthème (André Messager) 1956
- Hans le joueur de flüte (Louis Ganne) 1957
- Walzer aus Wien (Johann Strauss II) 1957
- Monsieur Beaucaire (André Messager) 1958
- Les Cloches de Corneville (Robert Planquette) 1958
- Rip (Robert Planquette) 1958
- Mireille (Charles Gounod) 1959
- Phryné (Camille Saint-Saens) 1960

## Discographie sélective
- La Veuve joyeuse, de Franz Lehär, avec Denise Duval (Missia Palmieri), Jacques Jansen (Prince Danilo), Gise Mey (Nadia), Claude Devos (C. de Coutançon), Chœurs Raymond Saint-Paul, orchestre de l'Association des Concerts Lamoureux sous la direction de Jules Gressier – Pathé
- Phryné de Camille Saint-Saëns, Denise Duval, Nadine Sautereau, André Vessières, Michel Hamel, Orchestre et ChoraleLyrique de L'O.R.T.F. dir. Jules Gressier 1960 report Classical Moments 2013